# 伊芙琳·韋弗-克洛斯
伊芙琳娜·克里斯汀娜·「伊芙琳」韋弗-克洛斯（荷蘭語：Evelyna Christina "Evelyn" Wever-Croes，1966年12月5日—），女，阿魯巴政治人物。她在2017年領導政黨民選運動勝選，在籌組聯合政府完成後就任該國首位女性首相。